# کی اس جیوان
کی اس جیوان (انگلیسی: K. S. Jeevan؛ زادهٔ ۲۶ ژانویهٔ ۱۹۹۳) ورزشکار دو و میدانی اهل هند است.